# Cuphea arenarioides
Cuphea arenarioides é uma espécie nativa do Brasil, do ecossistema campo alagado, considerada extinta no estado de São Paulo, porque o último exemplar foi reportado em 1948.
Desde então não foi vista nem mesmo ex-situ.